# Hydrillodes thelephusalis
Hydrillodes thelephusalis är en fjärilsart som beskrevs av Walker 1858. Hydrillodes thelephusalis ingår i släktet Hydrillodes och familjen nattflyn. Inga underarter finns listade i Catalogue of Life.